# Jochem Dobber
Jochem Dobber (8 de julho de 1997) é um atleta neerlandês, medalhista olímpico.
Dobber conquistou seu primeiro título nacional no Campeonato Holandês de Atletismo de 2020. Ele também melhorou seu melhor tempo para 45.64 segundos, ficando em quarto lugar no Golden Gala 2020 Diamond League. Nos Jogos Olímpicos de Verão de 2020, conquistou a medalha de prata na prova de revezamento 4x400 metros masculino com o tempo de 2:57.18 minutos, ao lado de Liemarvin Bonevacia, Terrence Agard, Tony van Diepen e Ramsey Angela.